# Role Model
Tucker Pillsbury, conegut pel nom artístic Role Model   (Cape Elizabeth, 15 de maig de 1997), és un cantant i compositor nord-americà. Va arribar al món de la música l’any 2017 amb el seu primer EP “Arizona In The Summer”.

## Carrera musical

### Inicis
Abans de començar la seva carrera com a cantant, Tucker volia desenvolupar una carrera en el món de l'audiovisual com a director i productor de pel·lícules. Va començar els seus primers anys a la Point Park University de Pittsburgh, Pennsilvània on estudiava cinema. Durant aquests primers anys a la universitat va conèixer dos estudiants, els quals es dedicaven a gravar-se rapejant. Això finalment el va fer interessar-se pel rap i va començar a buscar tutorials de YouTube sobre música.
Aquesta nova afició el va portar a muntar el seu propi estudi de gravació dins l'habitació de la universitat on seguia estudiant.
Més endavant va decidir abandonar els estudis a la universitat i es va començar a dedicar a la música a jornada completa.
Al principi Tucker era considerat estrictament un raper, penjant les seves cançons rap a Soundcloud. Més tard va decidir començar a diversificar i explorar altres tipus de música sota el pseudònim de Role Model.

### Recorregut musical
El seu primer debut com a ROLE MODEL va ser el 2017 amb "Arizona in the Summer", un EP de quatre cançons produït per Owen Ardell, tot i que va passar a Benny Blanco Mad Love Records l'any següent. Més tard va arribar amb senzills com "Minimal" o "Play the Part", que van conduir al llançament dels EP "Oh, How Perfect” i “Our Little Angel" publicats durant 2019 i 2020.
Aquests EP contenien sis cançons i van estar produïts amb l'ajuda de productors com Benjamin Miller, Happy Perez, Spencer Stewart i Stint. El cantant també a treballat sota el mentoratge de altres grans artistes com Mac Miller i amistats com la de Omar Apollo.
Va fer el seu primer concert durant el Lollapalooza Music Festival 2019, durant els següents anys ha fet diferents concerts ocasionals. Durant el setembre de 2021 va començar el seu últim Tour que té previst acabar al 14 de novembre amb un concert a Los Angeles, USA.

## Estil musical
L'estil de música pel que es caracteritza el cantant és un estil Soft pop i indie.
La seva música combina la producció de melodies líriques i lletres que habitualment deriven en temes dolorosos de depressió, relacions fallides o solitud però sempre oferint-ho tot en un paquet càlid.

## Discografia

### EPs
- Arizona in the Summer (2017)
- Oh, How Perfect (2019)
- Our Little Angel (2020)

### Senzills
- Cocaine Babe (2017)
- Puerto Rican (2017)
- Girl in New York (2017)
- Stolen Car (2018)
- Not a Fan (2018)
- Play the Part (2018)
- Six Speed (2018)
- The Climb (2019)
- Minimal (2019)
- Notice Me (Acoustic) (2020)
- Going Out (2020)
- Forever&More (2021)[cal citació]